# Казале (Перуђа)
Казале је насеље у Италији у округу Перуђа, региону Умбрија.
Према процени из 2011. у насељу је живело 165 становника. Насеље се налази на надморској висини од 834 м.